# حامول درني
حامول درني (الاسم العلمي:Cuscuta tuberculata) هو نوع من النباتات يتبع جنس الحامول من الفصيلة المحمودية.